# Nedei
Nedeile sunt o sărbătoare a momârlanilor din Valea Jiului, România.
Din prima zi de Paște, timp de o săptămână, fiecare comunitate de momârlani din Valea Jiului se adună pe dealurile din apropierea lăcașurilor de cult, unde participă la tradiționalele petreceri câmpenești, cunoscute în zonă sub denumirea de Nedei. În fiecare zi are loc câte o petrecere câmpenească, la care participă momârlanii din aproape toate așezările din Valea Jiului.
Punctul culminant al Nedeii este așa-numitul „praznic”, o masă îmbelșugată, de care însă  nimeni nu se apropie până nu este binecuvântată de preoți.